# Мукта Шринивасан
Мукта Шринивасан (там. முக்தா சீனிவாசன்; 31 октября 1929, Малаппурам — 29 мая 2018, Ченнаи) — индийский кинорежиссёр
, сценарист и кинопродюсер, снимавший фильмы на тамильском языке. Лауреат Tamil Nadu State Film Awards.

## Биография
Шринивасан начал карьеру в кино в 1947 году в качестве старшего помощника режиссёра Т. Р. Сундарама.
Свой первый фильм Mudhalali он поставил в 1957 году. Фильм, созданный под баннером Ratna Studios, был снят с бюджетом в 2 лакха и собрал в кассе 20 лакх, а также заработал Национальную кинопремию за лучший фильм на тамильском языке.
В 1961 году он основал продюсерский дом Muktha Films и выпустил несколько фильмов вместе со своим братом В. Рамасвами, включая выдающийся фильм Мани Ратнама «Герой» (1987), который является одним из двух индийских фильмов, включённых журналом Time в список «100 лучших фильмов всех времен».
За свою карьеру в кино, охватывающую более шести десятилетий, снял и выпустил около 50 фильмов, в том числе Paanchali (1959), Ninaivil Nindraval (1967), Suryagandhi (1973), Polladhavan (1980) и Simla Special (1982). Из его 43 режиссерских предприятий 29 были кассовыми хитами.
Шринивасан работал с несколькими известными актёрами, включая Шиваджи Ганешана, Раджниканта, Камала Хасана и бывшего главного министра Джаялалиту. В шестидесятых Шиваджи Ганесан часто был его первым выбором на роль героя, режиссёр снял с ним, в общей сложности, 11 фильмов, в числе которых Andaman Kadhali (1978), Imayam(1979) и Iru Medhaigal (1984). Шринивасан привёл в киноиндустрию нескольких человек, в том числе поэта-песенника Ваали и сценариста Вису. Его последней режиссёрской работой стал фильм Brahmachari (1992) с участием Нижалгала Рави и Гаутами.
За свою работу Шринивасан получил несколько наград от штата и центрального правительства. Он также написал десятки книг и коротких рассказов о кино, истории и науке на английском и тамильском языках, а в 1994 году опубликовал энциклопедию о тамильском кино под названием Tamil Thiraipada Varalaru.